# Rampal
Rampal är ett underdistrikt i Bangladesh. Det ligger i den södra delen av landet, 140 km sydväst om huvudstaden Dhaka.
Trakten runt Rampal består till största delen av jordbruksmark. Runt Rampal är det tätbefolkat, med 683 invånare per kvadratkilometer.